# شکوجان، دیواچا
شکوجان (ایتالیایی: سن کانزیانو، سن کانزیانو دلا گروتا) یک سکونتگاه کوچک در شهرداری دیواچا در منطقه ساحلی اسلوونی است. غارهای شکوجان در نزدیکی این روستا قرار دارد.
کلیسای محلی به قدیس کانتیانیوس تقدیم شده و به قصبه رودیک تعلق دارد.